# الأندلس (منبج)
الأندلس بلدة سوريّة تتبع إداريّاً لمحافظة حلب منطقة منبج ناحية مسكنة، بلغ تعداد سكانها 709 نسمة حسب التعداد السكاني لعام 2004.